# Cratere Janyl
Janyl  è un cratere sulla superficie di Venere.